# Paul Marcellin Berthier

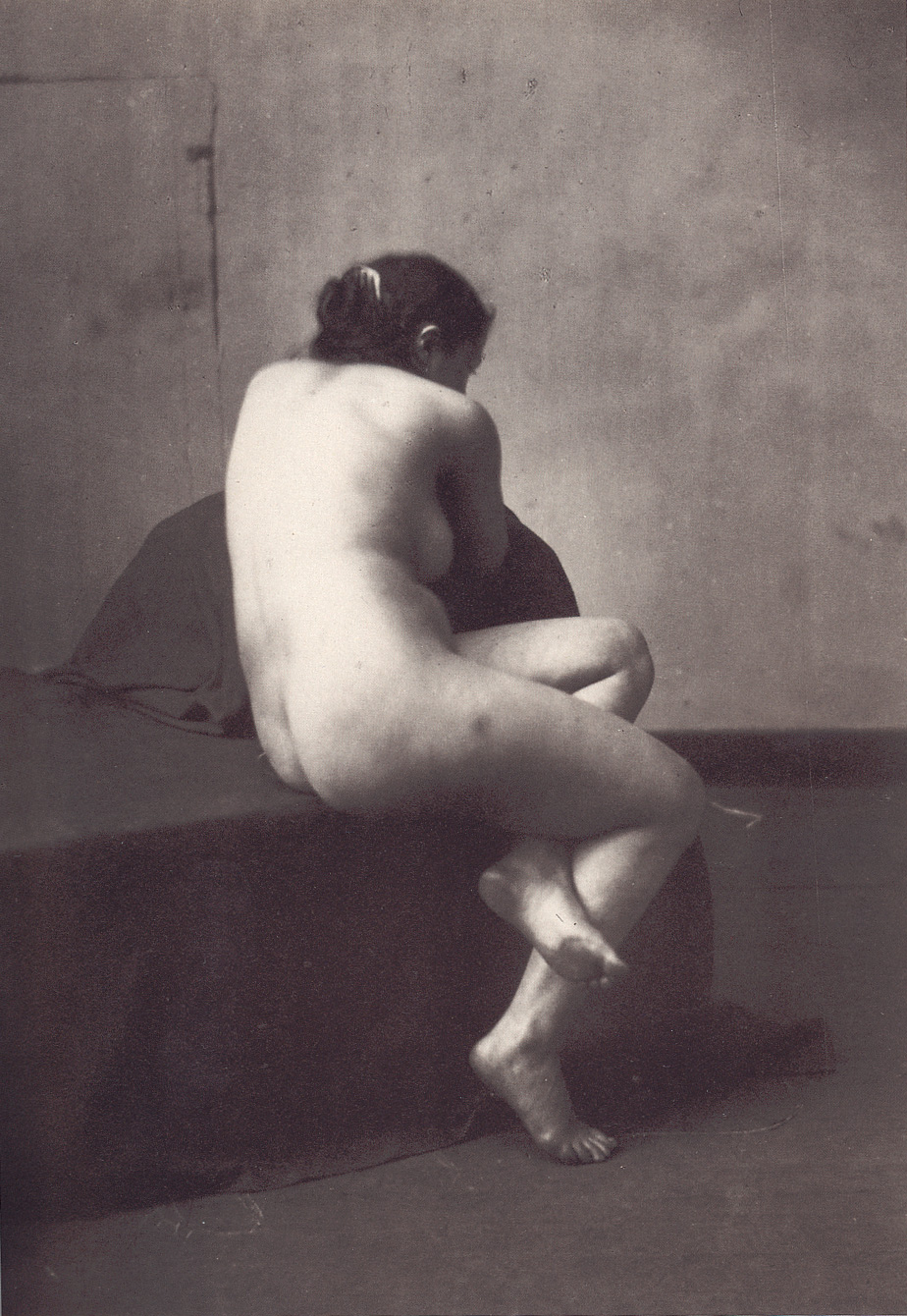
Nudo, 1865

Paul Marcellin Berthier (Parigi, 8 luglio 1822 – Parigi, 1912) è stato un pittore e fotografo francese.

## Biografia
Non si hanno che scarsissime notizie su questo autore. Sappiamo che ebbe una ditta di ritocco a Parigi, dove abbinò pittura e fotografia, e che ebbe come allievo Agostino Natale Luci per un breve periodo. Oltre alla ritrattistica, molto di moda e con lauti guadagni per i fotografi, Berthier si occupò di archeologia e viaggiò in Italia, con molte vedute delle Alpi, e Svizzera.
Nel 1865 l'eruzione dell'Etna sarà un forte richiamo per andare a fotografare l'evento. Berthier, insieme al fotografo stereoscopico Jean Andrieu viene definito tra i più importanti dell'epoca, ciò farebbe pensare che fosse conosciuto e stimato.